# Cantonul Castelnau-Magnoac
Cantonul Castelnau-Magnoac este un canton din arondismentul Tarbes, departamentul Hautes-Pyrénées, regiunea Midi-Pyrénées, Franța.

## Comune
| Comune             | Populație (1999) | Cod poștal | Cod INSEE |
| ------------------ | ---------------- | ---------- | --------- |
| Aries-Espénan      | 63               | 65230      | 65026     |
| Arné               | 187              | 65670      | 65028     |
| Barthe             | 22               | 65230      | 65068     |
| Bazordan           | 157              | 65670      | 65074     |
| Betbèze            | 41               | 65230      | 65088     |
| Betpouy            | 72               | 65230      | 65090     |
| Campuzan           | 159              | 65230      | 65126     |
| Castelnau-Magnoac  | 781              | 65230      | 65129     |
| Casterets          | 5                | 65230      | 65134     |
| Caubous            | 38               | 65230      | 65136     |
| Cizos              | 114              | 65230      | 65148     |
| Devèze             | 51               | 65230      | 65155     |
| Gaussan            | 114              | 65670      | 65187     |
| Guizerix           | 133              | 65230      | 65213     |
| Hachan             | 38               | 65230      | 65214     |
| Lalanne            | 64               | 65230      | 65249     |
| Laran              | 42               | 65670      | 65261     |
| Larroque           | 102              | 65230      | 65263     |
| Lassales           | 37               | 65670      | 65266     |
| Monléon-Magnoac    | 363              | 65670      | 65315     |
| Monlong            | 110              | 65670      | 65316     |
| Organ              | 52               | 65230      | 65336     |
| Peyret-Saint-André | 57               | 65230      | 65358     |
| Pouy               | 38               | 65230      | 65368     |
| Puntous            | 199              | 65230      | 65373     |
| Sariac-Magnoac     | 138              | 65230      | 65404     |
| Thermes-Magnoac    | 160              | 65230      | 65442     |
| Vieuzos            | 46               | 65230      | 65468     |
| Villemur           | 58               | 65230      | 65475     |